# BMW 802
O BMW 802 foi um motor radial, refrigerado a ar, de 18 cilindros, desenvolvido e construído pela BMW. Uma evolução do BMW 801, apesar de o motor ter mostrado bons resultados no início, a primeira vez que foi "ligado" foi em 1943, e a BMW acabaria por abandonar o desenvolvimento deste motor para se concentrar nos motores a jato.